# Peter Carl Goldmark
Peter Carl Goldmark (Hongaars: Goldmark Péter Károly) (Boedapest, 2 december 1906 – Westchester County (New York), 7 december 1977) was een Hongaars-Amerikaans ingenieur die nauw betrokken was bij de ontwikkeling van de 33 1/3-toeren microgroef vinyllangspeelplaat (LP). Deze grammofoonplaat werd de standaard voor de langspeelplaat en was twee generaties lang bepalend voor muziekinstallaties. De Goldmark langspeelplaat werd op de markt gebracht door Goddard Lieberson (1911-1977), de latere directeur van Columbia Records.

## Biografie
Goldmark studeerde in Berlijn en vervolgens in Wenen. Hij had aanvankelijk in 1926, in het jaar dat hij zou afstuderen in Wenen, grote belangstelling voor de ontwikkeling van de televisie. Hij hoopte op een baan bij John Logie Baird, maar werd hiervoor door Baird afgewezen na een korte ontmoeting met hem in Londen. Daarop emigreerde hij in 1933 naar de Verenigde Staten, waar hij werk vond als consultant voor diverse elektronicabedrijven. In 1936 ging hij werken bij de CBS Laboratoria en een jaar later werd hij genaturaliseerd Amerikaans burger.

### Carrière
Naast de ontwikkeling van de LP claimde Goldmark dat hij, in het begin van zijn carrière bij Columbia, ook aan de ontwikkeling van de kleurentelevisie en de videoband heeft gewerkt, maar dat hij van het bedrijf weinig support kreeg voor zijn researchwerkzaamheden. Uiteindelijk koos de Amerikaanse Federale Communicatie Commissie voor het vergelijkbare zwart-wit systeem ontwikkeld door George Harold Brown van RCA en NBC als standaard systeem voor de Verenigde Staten.
Desondanks werd zijn systeem op grote schaal toegepast op gesloten televisiesystemen en werd het door NASA gebruikt om kleurenbeelden van de Apollo 15-ruimtemissie naar de aarde te sturen.
Nadat Goldmark zich koesterde in het succes van de langspeelplaat, spendeerde hij zijn tijd bij CBS de volgende twee decades aan diverse andere uitvindingen, hij had onder andere de leiding over de ontwikkeling van de elektronische videorecorder (EVR). Dit futuristische video playback apparaat gebruikte filmrollen opgeslagen in plastic cassettes om elektronische audio en video signalen op te slaan en werd voor het eerst in 1967 gepresenteerd. Een zwart-wit prototype werd gedemonstreerd in 1969 (met de belofte erbij dat in de nabije ook kleurenmodellen zouden verschijnen), maar de uitvinding flopte als gevolg van het feit dat de productie hiervan erg moeilijk en kostbaar was. CBS was ook erg bezorgd over de potentie van de concurrentie van de home video, een voorspelling die achteraf bewaarheid werd.
CBS trok uiteindelijk de stekker uit Goldmarks EVR systeem nadat Sony in 1971 met succes de aanzienlijk goedkopere en meer effectieve U-Matic 3/4" videocassette introduceerde.

### Erkenning
Op 22 november 1977, minder dan drie weken voor zijn dood, ontving Goldmark van de Amerikaanse president Jimmy Carter de National Medal of Science "For contributions to the development of the communication sciences for education, entertainment, culture and human service."
- Gemeinsame Normdatei: 133790460
- International Standard Name Identifier: 0000 0000 7880 6873
- Library of Congress Control Number: nb2008010765
- Virtual International Authority File: 57813323
- WorldCat: E39PBJdrCvPvt97dgJK6Q3CPcP